# Schaubühne am Lehniner Platz

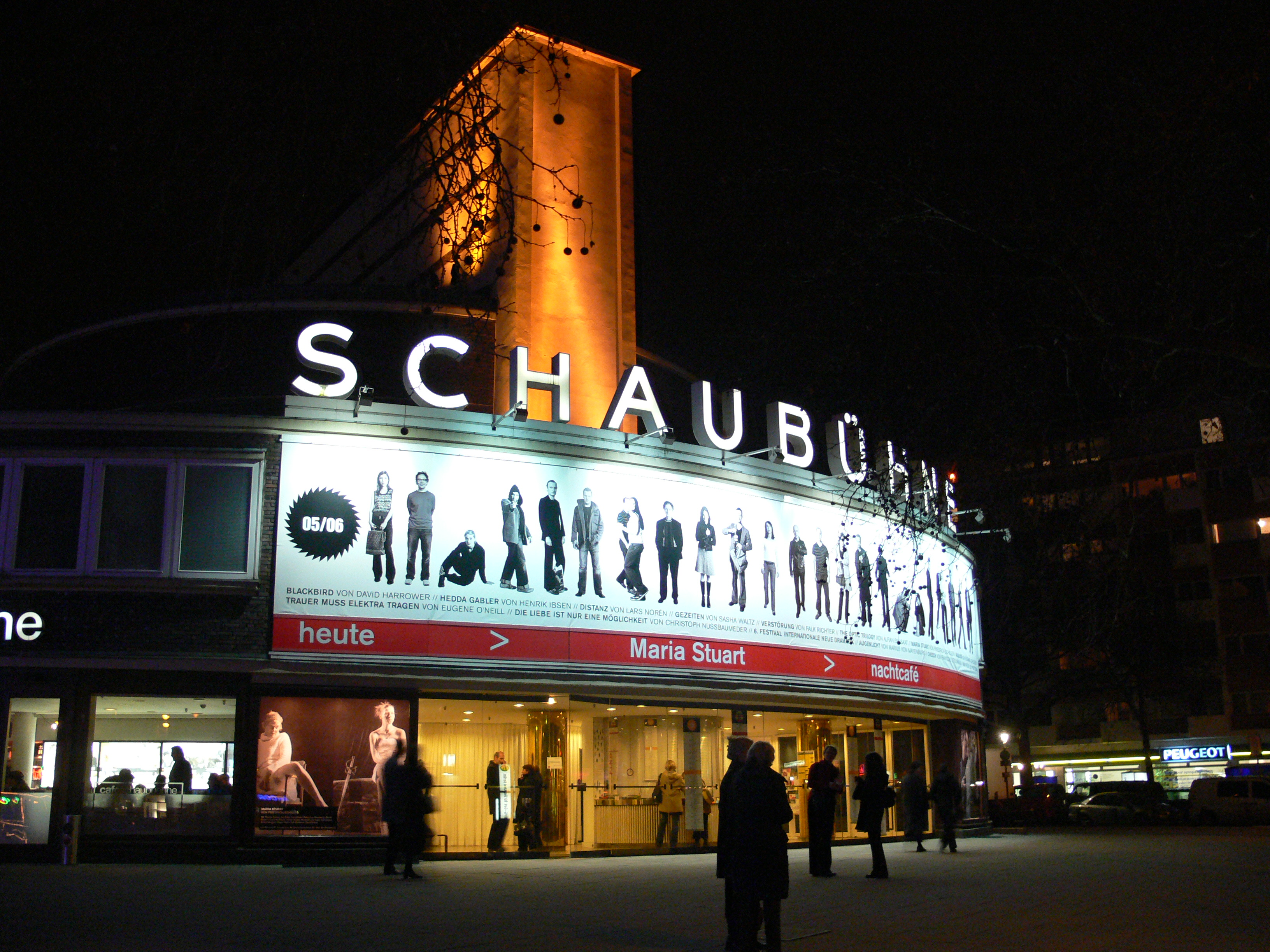
"Schaubühne" de noche

Schaubühne am Lehniner Platz es un teatro de Berlín situado en el Kurfürstendamm (barrio de Charlottenburg), que ocupa el antiguo y renovado cine Universum, construido en los años 20 por el arquitecto Erich Mendelsohn en un consecuente estilo racionalista. Desde 1982 es la sede de la compañía del Schaubühne am Halleschen Ufer creada en 1970 con un grupo de actores reunidos en torno al director Peter Stein y que adquirió fama internacional a lo largo de esa década, convirtiéndose en uno de los teatros más prestigiosos de Alemania al inicio del siglo XXI. En 1999 Thomas Ostermeier se hizo cargo de la dirección.

## La primera etapa delSchaubühne(1970-1981)
En 1962 el director de teatro Jürgen Schnitthelm, el escenógrafo Klaus Weiffenbach y el dramaturgo Dieter Sturm formaron un grupo teatral con sede en el centro cultural obrero del barrio de Kreuzberg con un claro compromiso social y cultural de signo brechtiano. En 1970 acogieron al director Peter Stein y a un puñado de actores expulsados de varios teatros de la República federal por su izquierdismo y sus ideas inconvencionales sobre el teatro inspiradas por el Mayo del 68. Nacía así el Schaubühne am Halleschen Ufer, un teatro y una compañía, que con una subvención del Senado berlinés se constituyó según el principio de cogestión, tanto en el terreno artístico como en el administrativo. A la compañía pertenecían los actores Jutta Lampe, Bruno Ganz, Edith Clever, Michael König, Otto Sander, los escenógrafos Karl Ernst Herrmann y Klaus Weiffenbach, la figurinista Moidele Bickel, los dramaturgos o asesores literarios Botho Strauss y Dieter Sturm, los directores Klaus Michael Grüber, Claus Peymann. El primer estreno de la compañía fue programáticamente un montaje de La madre de Gorki en versión de Brecht dirigida por Stein con la veterana actriz de los tiempos de la República de Weimar Therese Giehse. También el siguiente espectáculo La tragedia optimista de Vsevolod Vishnevski (1971) dirigido por Stein tuvo un marcado acento político, pero este se fue atemperando posteriormente con la fantasía lúdica de Peer Gynt (Ibsen) (1972) y el romanticismo del  Principe de Homburgo (Kleist) (1972). En 1974 Los veraneantes, la pieza más chejoviana de Gorki, y el mayor éxito del Schaubühne hasta esa fecha, confirmaba un giro hacia un teatro más literario y más artístico, menos político, en los montajes de Stein. Esa tendencia se acentuó con los espectáculos brillantemente estéticos de Klaus Michael Grüber, el otro director de la casa, como el Antikenprojekt (1974), formado por Ejercicios para actores y por Las Bacantes (Eurípides), o Empédocles-Lectura de Hölderlin (1975) representado en el Estadio Olímpico de Berlín aún en ruinas. En 1978 Stein estrenó la Trilogia del reencuentro (Botho Strauss), una panorámica caleidoscópica de la sociedad alemana del momento, más resignada que crítica, con la que --según el historiador del teatro Henning Rischbieter--"la energía política de los comienzos de la compañía se había consumido definitivamente". El último triunfo en la vieja sede Am Halleschen Ufer fue la monumental Orestiada (Esquilo) (1980), un montaje de Stein de nueve horas de duración.

## La nueva sedeAm Lehniner Platz
En 1981 la compañía se trasladó a su nueva sede en el renovado edificio de Mendelsohn puesto a su disposición por el Senado de Berlín. Atrás quedaban los tiempos pioneros en los que los actores no sólo salían al escenario sino que servían los cafés en la cafetería del teatro Am Halleschen Ufer y barrían el escenario mientras los tramoyistas participaban en las discusiones sobre el repertorio o el próximo estreno. El Schaubühne se había convertido en un objeto de prestigio para la ciudad, en una atracción internacional y en una compleja maquinaria devoradora de subvenciones. Peter Stein llevó a cabo el traslado a la nueva sede y la inauguró en 1982 con La disputa (Marivaux), a la que siguieron Los negros (Genet) (1983), también escenificada por Stein, y Hamlet (Shakespeare) (1984), dirigida por Grüber y protagonizada por Bruno Ganz y Jutta Lampe. Con Tres hermanas (Chejov) y El parque (Botho Strauss), dos montajes considerados como la quintaesencia del segundo estilo del Schaubühne, caracterizado por la fidelidad total al texto y la depuración estética extrema, Stein se despidió en 1984 de la compañía aunque siguió trabajando para ella ocasionalmente: El mono desnudo (O'Neill) (1986), El jardín de los cerezos (Chejov) (1989). De 1990 a 1991 la dirección del Schaubühne quedó en manos del trío formado por Grüber, Luc Bondy y Jürgen Gosch, pero pronto fueron sustituidos por Andrea Breth, una de las pocas y destacadas directoras de teatro alemanas, que entre 1991 y 1999 presentó montajes de Bondy como Coro final (Botho Strauss) (1992) y Grüber como Splendid's (Genet), (1994) y también trabajos propios como Hedda Gabler (Ibsen) (1994). En 1999 la dirección pasó al joven director Thomas Ostermeier, procedente del Deutsches Theater berlinés de la antigua República Democrática de Alemania. Entre sus montajes: Crave (Sarah Kane) (2001), La muerte de Dantón (Georg Büchner) (2002), Woyzeck (Büchner) (2003), Blasted (Kane) (2005), La gata sobre el tejado de cinc (Tennessee Williams) (2007), Hamlet (Shakespeare) (2008), Little Foxes (Lillian Hellman) (2014), Ricardo III (Shakespeare) (2015).
Galardonada con el XIII Premio Corral de Comedias 2013 del Festival de Teatro Clásico de Almagro